# Sterna
För andra betydelser, se Sterna (olika betydelser).
Sterna är ett släkte med tärnor inom havsfågelfamiljen Laridae. Tidigare omfattade detta släkte merparten av alla tärnor, men studier av mtDNA har visat att denna indelning var parafyletisk Därför har många taxonomiska auktoriteter runt om i världen delat upp gruppen i ett antal släkten där Sterna bara omfattar de typiska medelstora vita tärnorna. 

## Systematik
Enligt Clements et al:
- Flodtärna (Sterna aurantia)
- Kärrtärna (Sterna fosteri)
- Vitkronad tärna (Sterna trudeaui)
- Silvertärna (Sterna paradisaea)
- Sydamerikansk tärna (Sterna hirundinacea)
- Antarktistärna (Sterna vittata)
- Kerguelentärna (Sterna virgata)
- Fisktärna (Sterna hirundo)
- Vitkindad tärna (Sterna repressa)
- Svartnackad tärna (Sterna sumatrana)
- Rosentärna (Sterna dougallii)
- Vitpannad tärna (Sterna striata)
- Svartbukig tärna (Sterna acuticauda)

Följande släkten ingick tidigare i Sterna:
- Thalasseus – sju arter, bland annat kentsk tärna
- Hydroprogne – skräntärna
- Gelochelidon – två arter sandtärnor
- Sternula – sex arter småtärnor
- Onychoprion – fyra arter, bland annat sottärna